# Wegwerfagent
Unter einem Wegwerfagenten versteht man einen geheimdienstlich gesteuerten Amateur, der mit finanziellen Versprechungen zu einer Aktion in einem fremden Staat angestiftet wird. Die angeworbene Person kennt oft nicht den tatsächlichen Auftraggeber oder wird über den wahren Zweck der Aktion im Unklaren gehalten. Alternative Bezeichnungen sind Laienagent, Amateurspion, Einwegagent, Low-Level-Agent und Single Use Agent.

## In den 2020er Jahren
Nach Beginn des russischen Angriffskriegs in der Ukraine 2022 verlor der russische Geheimdienst in den westeuropäischen Ländern vermehrt professionelle Agenten und Spione. In Deutschland hatte die Bundesregierung zahlreiche russische Agenten des Landes verwiesen. Unter anderem aus dieser Mangellage entstand der vermehrte Einsatz von Einweg-Spionen. Zum weiteren versucht der russische Staat mit dieser hybriden Kriegsführung unterschwellig und ohne direkte Nachweisbarkeit sozialen Unfrieden in den als feindlich angesehenen Staaten zu schüren.

## Praxis
Die Anwerbung geschieht über die digitalen Medien, die Bezahlung erfolgt oft in bar oder über Kryptowährungen. Die Ausprägung der aktiven Maßnahmen kann sehr unterschiedlich ausfallen. Neben dem klassischen Ausspähen von militärischer oder kritischer Infrastruktur kann es sich auch um Sabotage, die aktive Zerstörung von materiellen Gütern oder um agitatorisch-politische Aktionen handeln.